# Matic Videčnik
Matic Videčnik (Maribor, 31 de julho de 1993) é um jogador de voleibol esloveno que atua na posição de central.

## Carreira

### Clube
Videčnik começou sua carreira atuando no OK Svit de 2010 a 2015. Em 2015 se transferiu para o Calcit Kamnik. Com o novo clube o central conquistou um título do Campeonato Esloveno e três títulos da Copa da Eslovênia.
Em 2017 foi contratado pelo ACH Volley Ljubljana. Na temporada de estreia, conquistou o título do Campeonato Esloveno e da Copa da Eslovênia. Em 2021 voltou a conquistar mais um título da Copa da Eslovênia, o sexto de sua carreira.

### Seleção
Videčnik estreou na seleção adulta eslovena em 2017, na Liga Mundial, onde terminou na 13ª colocação. Em 2019 conquistou o título da Challenger Cup ao derrotar a seleção cubana por 3 sets a 0. Foi vice-campeão do Campeonato Europeu nas edições de 2019 e 2021.

## Títulos
Calcit Kamnik
- Copa da Eslovênia: 2015–16, 2016–17

ACH Volley Ljubljana
- Campeonato Esloveno: 2017–18, 2018–19, 2019–20, 2021–22, 2022–23

- Copa da Eslovênia: 2017–18, 2018–19, 2019–20, 2021–22, 2022–23

## Clubes
| Anos      | Clube                |
| --------- | -------------------- |
| 2010–2015 | OK Svit              |
| 2015–2017 | Calcit Kamnik        |
| 2017–     | ACH Volley Ljubljana |